# Фенолфталеин
Фенолфталеин је хемијско једињење са формулом . Он се често означава са "HIn" ili "phph". Често се користи у титрацијама, он је безбојан у киселим растворима и розе у базним расторима. Ако је концентрација индикатора посебно јака, он може да изгледа љубичасто.
У јаким базним растворима, фенолфталеин розе боја подлеже прилично спорој реакцији изблеђавања и он поново постаје безбојан. Овај молекул има четири форме:
| Врсте     | +           |                             | 2−       | 3−         |
| Структура |             |                             |          |            |
| Модел     |             |                             |          |            |
|           | <0          | 0−8.2                       | 8.2−12.0 | >12.0      |
| Услови    | јако кисело | кисело или близо-неутралном | базно    | јако базно |
| Боја      | наранџаста  | безбојно                    | розе     | безбојно   |
| Слика     |             |                             |          |            |

## Синтеза
Фенолфталеин се синтетише кондензацијом фталног анхидрида са два еквивалента фенола под киселим условима. Ову реакцију је открио 1871. године Адолф фон Бајер.

## Употреба
Фенолфталеин је индикатор који мења боју у односу на средину. Ако је средина кисела, он неће променити боју (остаће безбојан), а ако је средина базна, мењаће боју у љубичасто.
| Фенолфталеин ( индикатор) |   |            |
| испод 8.2                 |   | изнад 10.0 |
| безбојан                  | ⇌ | фуксија    |
|                           |   |            |

Фенолфталеин је био кориштен дуже од једног века као лаксатив, али се сад уклања са тржишта лаксатива због забринутости око карциногености.